# ۳۲۸ (میلادی)
۳۲۸ (میلادی) سیصد و بیست و هشتمین سال تقویم میلادی است.

## رویدادها
- ۹ مه - آتاناسیوس اسقف اسکندریه می‌شود.

## زادگان
- والنس، امپراتور روم (م. ۳۷۸)

## درگذشتگان
‎